# فرانس أو (قناة تلفزيونية)
فرانس أو بالفرنسية France Ô هي شبكة تلفزيونية عامة فرنسية تضم برمجة من الإدارات الفرنسية في الخارج وجماعات في العاصمة الفرنسية. وهي جزء من مجموعة التلفزيون الفرنسي. نظيره في الخارج هو أوتر مر 1ère. وهو متاح من خلال كابل، الأقمار الصناعية، أدسل والتلفزيون الرقمي الأرضي.
كانت القناة تعرف سابقا باسم رفو سات، وهي تبث في الأصل 9 ساعات في اليوم فقط. وقد أعيد وصفها فرنسا أو في عام 2004 من أجل إظهار أفضل أنها كانت جزءا من مجموعة التلفزيون الفرنسي. و "O" تقف على أوتر-مر (في الخارج)، وهجة يظهر أن القناة فتحت لجميع لهجات واللهجات في العالم، ولكن أيضا يضمن أن اسم القناة لا تقرأ كما فرنسا 0 («فرنسا زيرو»). وأصبحت القناة متاحة في أقاليم ما وراء البحار في نوفمبر 2010، لتحل محل تيمبو التي تديرها رفو.